# Onagro (arma)
L'onàgro era una macchina bellica utilizzata dall'esercito romano e destinata al lancio di proiettili.

## Descrizione
Questa macchina da lancio romana - usata anche successivamente dai Bizantini nel Medioevo - veniva chiamata in inglese anche "mangonel", ma non aveva nulla a che fare con il vero e proprio mangano, che era una macchina da lancio medievale simile a una grande bilancia mossa con corde da molti uomini.
Il suo nome derivò, probabilmente, da quello dell'omonimo asino selvatico di origine asiatica, al cui scalciare erano paragonate le caratteristiche dell'arma. Al momento dell'impatto del palo contro il blocco, infatti, se l'onagro non era fissato al terreno, la forza del colpo faceva alzare la parte posteriore della macchina, "come un asino o onagro che scalciasse con le zampe posteriori".
Poteva essere di piccole dimensioni - per navi e spalti di fortificazioni - oppure molto grande, purché le proporzioni della macchina venissero riprodotte esattamente. Il fascio di corde poteva avere un diametro dai 10 ai 30 cm circa e pertanto poteva lanciare, a seconda di questo fattore e quindi della grandezza dell'onagro stesso, pietre sferiche del peso compreso fra i 4 e gli oltre 50 kg a distanze variabili fra i 200 e i 600 metri.

## Funzionamento
L'arma era formata da un massiccio telaio in legno, a volte dotato di ruote, nella cui parte centrale era disposto orizzontalmente l'organo di propulsione formato da un unico e grosso fascio di materiale elastico (in genere corda di canapa o, in alcuni casi, funi realizzate con lunghi capelli umani intrecciati, oppure tendini animali formanti sempre una grossa corda). Fra questa matassa, al centro, vi era un braccio, costituito da un robusto palo, munito all'estremità superiore di una fionda, detta cucchiara, nella quale veniva inserita la massa da lanciare costituente il proiettile.
Il palo veniva abbassato mediante un argano munito di leve e meccanismi di blocco.
Agendo su un congegno di scatto, il palo suddetto tornava violentemente nella posizione originaria secondo il moto di liberazione del potente fascio di corde ritorte - dette motore - e sbatteva contro una superficie inclinata - più o meno reclinabile e quindi in grado di correggere il tiro in più o meno arcuato nel senso della distanza - postagli di fronte.
L'impatto bloccava il palo mentre per inerzia proseguiva il moto della  fionda, che era legata saldamente con una estremità al palo, mentre l'altra - dotata di un largo anello metallico - era infilata a un grosso e lungo chiodo metallico ritorto posto proprio sulla punta del palo. Quando la rotazione della fionda arrivava al punto ottimale, l'anello usciva dal chiodo, la fionda si apriva e il proiettile partiva.